# Vasile Aaron
Vasìle Aaròn (Glogoveţ, 1770 – Sibiu, 1822) è stato un poeta rumeno.
Tra le sue opere principali Il doloroso caso di Piramo e Tisbe (1807), tratto da Ovidio, La storia di Sofronimo e di Caritea, ispirato da un romanzo neogreco, La passione di Cristo (1815), da Klopstock, e il Colloquio di Leonat e Dorofata (1815).